# Schuld allein ist der Wein
Schuld allein ist der Wein ist ein 1948 entstandenes deutsches Filmlustspiel von Fritz Kirchhoff. Die Geschichte basiert auf dem Bühnenstück „Schweinefleisch in Dosen“ von Walter Thierbach und Paul Neuhaus.

## Handlung
In einem kleinen, von den Franzosen besetzten rheinischen Weinörtchen in der frühen Nachkriegszeit, als Nahrungsmittel noch streng rationiert waren. Der alte Pfarrer Tüschelkamp eröffnet seinem alten Freund, dem etwa gleichaltrigen Bauern Josef Menges, in einem Moment großer Vertrautheit von einem Geheimnis, von dem der Bauer selbst nichts ahnt, obwohl es ihn betrifft. Tüschelkamp ist davon überzeugt, dass Menges der Vater eines inzwischen erwachsenen, unehelichen Sohnes sein müsse. Der Bauer, von seinem unverhofften „Glück“ überwältigt, glaubt sich nun in einer Bringschuld gegenüber dem unbekannten Nachwuchs und versucht, das Versäumte nachzuholen, indem er sich um den jungen, bislang namenlosen Mann kümmert.
Um dem angeblichen Sohn fortan unter die Arme zu greifen, schlachtet Bauer Menges sogar „schwarz“ ein Schwein, was von der Militärbehörde streng verboten wurde. Eines Tages taucht Karl Andreas, ein Mann mittleren Alters, im Weindorf auf, der, aus Koblenz kommend, hier auf dem Land seinen ihn bislang unbekannten Vater sucht und ebenfalls Weinbauer werden möchte. Dass dies nicht Bauer Menges ist, weiß zunächst keiner der beiden, auch wenn der alte Landwirt dies zunächst annimmt. Es geschehen noch einige Komplikationen, bis Karl Andreas seinen wirklichen Vater aufspürt und Bauer Menges in ihm den passenden Bräutigam für seine heiratsfähige Tochter Maria findet.

## Produktionsnotizen
Schuld allein ist der Wein, später auch gezeigt unter dem Titel Spätlese, entstand 1948 mit Außenaufnahmen im Rheinland (Siebengebirge, Königswinter, Honnef; dort auch Atelieraufnahmen) und wurde am 7. Januar 1949 in mehreren Städten (Honnef, Köln und Hamburg) uraufgeführt. Die Berliner Premiere war am 25. Februar desselben Jahres. In Ostberlin lief der Streifen am 8. Dezember 1950 an.
Willi Wiesner übernahm die Produktionsleitung. Heinrich Beisenherz gestaltete die Filmbauten. Werner Schlagge wurde hier erstmals als Cheftontechniker eingesetzt. Jürgen Roland war Kirchhoffs Regieassistent.
Bei Schuld allein ist der Wein handelt es sich um einen Austauschfilm Westdeutschland/Mitteldeutschland.

## Kritik
Im Lexikon des Internationalen Films heißt es: „Trotz witziger Zeitbilder zu substanzlos, um über die Tagesaktualität hinaus zu wirken.“